# 공개 처형

콩코르드 광장의 단두대에서 공개 처형된 루이 16세. 처형 관계자가 잘린 목을 사람들에게 보이고 있다.

공개 처형(公開處刑)은 군중이 모여있는 장소에서 사형 집행을 하거나 사형 집행 장면을 공개하는 것을 의미한다. 현재는 아프가니스탄, 사우디아라비아, 예멘, 이란, 북한에서 실시되고 있고 중국에서도 시행됐으나 최근에 폐지되었다.

## 같이 보기
- 사형
- 총살형
- 교수형
- 참수형
- 인민재판